# Функціональний аналіз медій
Медіа (англ. media — засоби, способи) — це канали та інструменти, які використовуються для збереження, передачі й подачі інформації або даних. Сучасні медіа є засобом, за допомогою якого здійснюється комунікація між людьми. Функції медіа та їхнє використання суттєво відрізняються залежно від типу суспільного ладу. 
Засоби масової комунікації забезпечують громадськість цілим потоком інформації, яка є інтерпретацією світових подій, тобто вони культивують в реципієнтів інформації образи реальності. Наскільки ці образи відповідають дійсності залежить від роботи ЗМК. Одним із соціальних наслідків роботи медіа є приховані повідомлення, які поступово впливають на формування «помилкової культурної свідомості» (cultural false consciousness).

## Вступ до функціонального аналізу
Структурний функціоналізм, за словами одного із його засновників американського соціолога Роберта Мертона, полягає у поясненні соціальної діяльності через її корисність і важливість для суспільства та індивідів. Функціональним аналізом медіа займалися вчені Джордж Гербнер (Теорія культивації), Пауль Лазарсфельд (Двоступеневий рух інформації), Вілбур Шрамм, Гарольд Лассвел, Чарльз Роберт Райт (Дисфункції медіа).  
Теорія функціоналізму включає в себе як поняття функції з позитивними наслідками для суспільства, так і поняття дисфункції – з її негативними наслідками. Але ці два поняття не є взаємовиключними. Дисфункції медіа полягають у відверненні уваги реципієнтів від важливих і невідкладних особистих і соціальних проблем, орієнтації на великі гетерогенні аудиторії різного віку і соціальних класів, що не дає можливості задовольнити аудиторії меншин. 
Із проявів одночасної дії функції і дисфункції медіа є інституціоналізована практика передачі новин про небезпеку, що насувається. З одного боку, це допомагає людям уникнути катастрофи, з іншого, може призвести до паніки і антисоціальних спроб особистого виживання за рахунок інших. Такі питання вказують на можливі напрямки дослідження різних функцій та дисфункцій.
Функції і дисфункції медійних засобів можуть носити як явний (очікуваний і усвідомлений) характер, так і латентний (прихований і неочікуваний). Причому вивчення латентних функцій є важливим і найбільш проблематичним. 

### Модель Ч. Р. Райта
Діяльність ЗМК може приносити і позитивні, і негативні наслідки, як для суспільства в цілому, так і для індивідів, окремих груп і культури (тобто проявляти свої дії і як функції, і як дисфункції для систем, що розглядаються).
| Мас-медійна діяльність: інформування (surveillance), узгодження (correlation), спадкоємність (cultural transmission), розважання (entertainment) | Мас-медійна діяльність: інформування (surveillance), узгодження (correlation), спадкоємність (cultural transmission), розважання (entertainment) | Мас-медійна діяльність: інформування (surveillance), узгодження (correlation), спадкоємність (cultural transmission), розважання (entertainment) | Мас-медійна діяльність: інформування (surveillance), узгодження (correlation), спадкоємність (cultural transmission), розважання (entertainment)               | Мас-медійна діяльність: інформування (surveillance), узгодження (correlation), спадкоємність (cultural transmission), розважання (entertainment) |
| | Соціальний об'єкт | Соціальний об'єкт | Соціальний об'єкт | Соціальний об'єкт |
| Суспільство | Індивід | Група (наприклад, політична еліта) | Культура | |
| | Інформування | Інформування | Інформування | Інформування |
| --- | --- | --- | --- | --- |
| Функції (явні та латентні) | Функція попередження; Інструментальна функція: важливі новини для економіки та інших галузей; Забезпечення дотримання соціальних норм.           | Функція попередження: природні небезпеки, війна; Інструментальна функція; Надання престижу (статусу) через поінформованість індивіда;            | Інструментальна функція: інформація, корисна для влади; Виявлення девіантної поведінки; Керування громадською думкою (моніторинг, контроль);легітимація влади. | Підтримання культурних контактів; Підтримання культурного зростання.                                                                             |
| Дисфункції (явні та латентні) | Загроза стабільності (порівняння з іншими країнами); Породження паніки.                                                                          | Занепокоєння, відособлення; Апатія. | Загроза пропаганди "ворогів"; Загроза владі політичної еліти.                                                                                                  | Допускає можливість культурного вторгнення. |
| | Узгодження | | | |
| Функції (явні та латентні) | Сприяння мобілізації; Перешкоджає загрозам соціальної стабільності; Перешкоджає паніці.                                                          | Забезпечення ефективності: засвоєння новин; Перешкоджає: активізації тривоги, апатії, відчуження.                                                | Допомагає зберегти владу. | Перешкоджає культурному вторгненню; Підтримання культурного консенсусу.                                                                          |
| Дисфункції (явні та латентні) | Збільшення соціального конформізму: перешкоджає соціальним змінам.                                                                               | Послаблення критичних здібностей; Збільшення пасивності.                                                                                         | Збільшення відповідальності. | Перешкоджає культурному зростанню. |
| | Спадкоємність | | | |
| Функції (явні та латентні) | Збільшення соціальної згуртованості; зменшення аномії; Продовження соціалізації.                                                                 | Сприяння інтеграції: вплив загальних норм; Зменшення аномії.                                                                                     | Розширення влади: ще один агент соціалізації. | Підтримання культурного консенсусу. |
| Дисфункції (явні та латентні) | Збільшення "масового" суспільства. | Деперсоналізація (знеособлення) актів соціалізації.                                                                                              | | Зниження різноманітності субкультур. |
| | Розважання | | | |
| Функції (явні та латентні) | Відпочинок для оточення. | Відпочинок. | Розширення влади: контроль за іншою областю життя. | |
| Дисфункції (явні та латентні) | Відволікає громадськість: уникнення соціальної діяльності.                                                                                       | Збільшення пасивності; зниження рівня "смаку"; Дозволяє ескапізм.                                                                                | | Послаблення естетики: "популярна культура". |

Проявом одночасної дії функції і дисфункції медіа стосовно суспільства є інтитуціоналізована практика передачі новин про небезпеку, що насувається. З одного боку, це допомагає людям уникнути катастрофи, з іншого, може призвести до паніки і антисоціальних спроб особистого виживання за рахунок інших. У сфері спадкоємності культур позитивними наслідками є культурне збагачення через зростання інформації про культури інших народів, але негативним наслідком може бути "вторгнення" культурних надбань інших країн, що ослаблює власну культурну ідентичність 
Усі функції засобів масової комунікації  поділяються на:
- передбачені (полягають в тих нормах, діях, цінностях, які можуть впроваджуватися в суспільстві завдяки активності ЗМК)
- дійсні (показують справжні ефекти активності медіа)

Ніяка передбачена функція не реалізується повністю. Із зміною очікувань від ефектів активності медіа передбачені функції трансформуються.        
Джордж Гербнер виділяє внутрішні та зовнішні причини такої трансформації.  
До внутрішніх чинників відносяться такі:
- клієнти медіа, які впливають на роботу ЗМК через різні форми інвестування;
- керівництво медіа, яке формує стратегію і здійснює контроль за її втіленням;
- співробітники медіа, які формують стандарти журналістської діяльності;
- партнери, які надають інформаційну підтримку, допомагають поширювати медійний продукт;
- конкуренти, які своїм існуванням стимулюють покращення роботи медіа.

Зовнішні чинники знаходяться поза інституціями системи ЗМК. До них можна віднести авторитетів, які встановлюють певну ієрархію суспільного порядку; експертів, що встановлюють і контролюють стандарти в роботі медійних засобів; та патронів, які надають підтримку. Але найбільший вплив на роботу ЗМК здійснюють власники медійних каналів.

### Основні функції медіа в суспільстві
Американський теоретик комунікації Гарольд Лассвел (1949) виділяє такі основні функції медіа в суспільстві: спостереження за навколишнім світом, узгодження реакції певної частини населення на дії її оточення, передавання культурної спадщини. 
Чарльз Роберт Райт (1960) до переліку функцій додав четверту – розважання, яка полягає в отримуванні індивідом особистого задоволення та зменшення соціальної напруги. П’ята функція стосується використання засобів масової комунікації для політичної та комерційної пропаганди.
Перед медіа в сучасному суспільстві поставлені такі завдання:
1. Інформаційна функція, яка полягає в наданні інформації щодо подій та ситуацій у суспільстві та світі, полегшенні нововведень, сприянні інновацій, висвітленні владних відносин;
2. Узгоджувальна функція, суть якої в поясненні подій та інформації, підтриманні усталених норм, координації окремих дій, встановленні пріоритетів і статусів, сприянні згоді;
3. Функція підтримання спадкоємності культурних досягнень, що полягає в забезпеченні розвитку панівної культури, визнанні субкультур і створенні можливостей для нових культурних надбань;
4. Розважальна функція - забезпечення розвагами для зменшення соціальної напруги в суспільстві;
5. Мобілізаційна функція, суть якої полягає в проведенні соціальних заходів у різних сферах людської діяльності – політичній, економічній, трудовій, військовій, релігійній.

Інформаційну функцію медіа можна розділити на 2 основних типи:
- Попереджувальна інформація (про погрози з боку терористів, про урагани, погіршення економічних умов, про можливість військового нападу). Це може бути попередження про безпосередню загрозу (наприклад, про цунамі, що наближається) або про довгострокову загрозу (наприклад, про зменшення озонового шару в атмосфері);
- Інструментальне спостереження – інформація, яка може бути корисною в повсякденному житті (наприклад, про ціни на фондовому ринку, нові продукти, новинки моди чи кіно).

Інформаційна функція тісно пов'язана з інтерпретативною, адже засоби масової інформації надають не тільки факти і дані, а й роблять із них певні висновки та наголошують на значущості тих чи інших подій. Інтерпретативна функція має як позитивний, так і негативний вплив на реципієнта. З одного боку, людина має змогу оцінити значно більшу кількість різних точок зору, ніж вона могла б отримати через міжособистісні зв'язки, з іншого, індивід може втрачати здатність до критичного мислення, занадто сильно покладаючись на думки, які були приведені в медіа. Наприклад, ЗМІ можуть допомогти наблизити продукцію продавців до потреб покупців, але також можуть завдяки Інтернету допомогти терористам поширювати пропаганду ненависті і вербувати нових членів.  
Підтримка культурної спадкоємності є важливою функцією ЗМК в соціалізації суспільства, в передачі соціальної цінності від одного покоління до іншого. Наприклад, в медіа материнство і виховання дітей зображуються як позитивні фактори для суспільства. Повідомлення в газетах про людей, які змогли вижити в результаті аварії завдяки тому, що були пристебнуті пасками безпеки, змушує людей задуматися про необхідність користування пасками безпеки щоразу, коли вони сідають в автомобіль. Це допомагає формувати громадську думку. З іншого боку, ЗМК можуть демонструвати певні стереотипи та упередження, які усталені в суспільстві, тим самим ще більше їх закріплюючи.   
Розважальна функція є особливо важливою для телебачення, оскільки більше половини ефірного часу там витрачається саме із цією метою. Засоби масової комунікації можуть забезпечити розваги при невеликих фінансових витратах для великої кількості людей. З іншого боку, медіа перетворили людей у глядачів і слухачів замість активних учасників різних заходів.
Вілбур Шрамм до функцій комунікатора відносить інформування, навчання, створення психологічного комфорту для аудиторій та пропаганду; до функцій реципієнта – розуміння, набуття знань, отримання задоволення та прийняття рішень. 
Дональд Вуд до функцій реципієнта додає відчуття звільнення від буденних обов’язків, отримання приємних відчуттів та спогадів, тимчасову втечу від свого буденного оточення, психологічну компенсацію життєвих негараздів і особистих слабкостей та індивідуалізацію.

## Нормативні теорії медіа
Різниця між соціологічною та нормативною теоріями полягає в тому, що соціологічна теорія дає зрозуміти суть медійної діяльності, тобто загальні її положення, застосування і вплив на основі систематичних та об'єктивних спостережень за мас-медіа та суміжними чинниками, а нормативна теорія скеровує цю діяльність, тобто аналізує й встановлює, як медіа мають функціювати, щоб були дотримані конкретно визначені суспільні цінності, та враховує очікування щодо медіа інших соціальних інституцій.
Вілбуром Шраммом були розроблені нормативні теорії медіа: 
1. Авторитарна;
2. Лібертарна;
3. Соціальної відповідальності;
4. Радянська (комуністична);
5. Теорія розвитку.

Перші дві теорії є основними, третя і четверта розглядаються як варіації цих теорій. Теорія розвитку була сформульована для того, щоб пристосуватися до умов у країнах, що розвиваються. 
Існує ще шоста теорія (теорія демократичної участі – the democratic-participant theory), яка виникла через такі недоліки, як корупція і зловживання владою в традиційних демократичних ринкових суспільствах.
Авторитарна теорія
- медіа повинні підпорядковуватися центральній владі і не діяти всупереч її інтересам;
- ЗМІ мають уникати суперечностей із моральними і політичними цінностями, загальновизнаними владою;
- цензура є виправданою для забезпечення цих принципів;
- будь-яка критика влади та її курсу є національним злочином і карається кримінальною відповідальністю.

Прикладом втілення авторитарної теорії є діяльність засобів масових комунікацій при авторитарних або тоталітарних режимах Гітлера в Німеччині, Муссоліні в Італії, Франко в Іспанії, апартеїду в ПАР та в багатьох інших африканських та соціалістичних країнах, де влада належить одній людині або певній групі правителів і обмежуються права та свободи людей.
Лібертарна теорія ЗМІ стала можливою в умовах зростання демократії, розширення економічної та релігійної свободи. 
- медіа мають бути вільними від державного контролю і впливу уряду;
- ЗМІ не ліцензуються, цензура заборонена;
- критика влади не карається;
- немає обмежень на легальні шляхи здобуття інформації, на міжнародний експорт та імпорт медійного продукту;
- публікації та розповсюдження інформації є доступними для будь-якої людини чи групи людей без дозволів або ліцензій.

Для цієї теорії є характерною дилема щодо визначення меж свободи без порушення прав людини, оскільки скасування цензури може призвести до порушення індивідуальних прав і репутації, недоторканості приватного життя, державної безпеки і національної гідності. Тому медіа вдаються до статутних законів, щоб врегулювати ці суперечливі питання.
Теорія соціальної відповідальності має намір примирити ідеї свободи з відповідальністю перед суспільством. 
- ЗМІ мають виконувати певні обов’язки перед суспільством;
- підтримка демократичних політичних принципів, виконання соціальних функцій з передачі інформації і створення можливостей для висвітлення різних точок зору;
- професійні стандарти подання інформації, засновані на чесності, точності, об’єктивності і збалансованості;
- саморегулювання медіа шляхом створення відповідних інституцій;
- ЗМІ мають представляти всі соціальні групи, відображати різні соціальні погляди;
- уникати інформації, яка може призвести до злочинності, насильства, соціальних заворушень, образ етнічних, релігійних або інших меншин;
- держава і суспільство мають право втручатися в роботу медіа, якщо ті не дотримуються вказаних принципів.

Радянська або комуністична теорія ЗМК була створена на противагу західним медіа, які перебувають під контролем капіталістичних економічних інтересів. Радянська теорія висуває перед медіа такі вимоги:
- вони повинні діяти і бути під контролем пролетаріату;
- не повинні перебувати в приватній власності і не мати мотивації для отримання прибутку;
- повинні містити повне і об’єктивне відображення про світ і суспільство з точки зору марксистсько-ленінських принципів;
- повинні підтримувати комуністичні рухи в усьому світі;
- виконувати функції соціалізації, навчання, надання інформації, мотивації і мобілізації народних мас;
- цензура має використовуватися з метою виявлення антисоціальних та антикомуністичних повідомлень, з метою уникнення різного роду провокативних ситуацій.

Теорія розвитку
- використання ЗМІ для національного розвитку, автономії та збереження культурної самобутності в країнах, що розвиваються;
- пріоритетною має бути інформація про національні, культурні та мовні питання;
- слід надавати перевагу інформації про інші країни, що розвиваються;
- держава може обмежити роботу ЗМІ, якщо економічні інтереси і потреби розвитку суспільства перебувають під загрозою;
- журналістам надаються як свободи в отриманні та поширенні інформації, так і відповідальність за це.

Теорія демократичної участі стосується, в першу чергу, медіа розвинених країн. Вона виникла як відповідь на комерціалізацію і монополізацію в приватному порядку контрольованих засобів масової інформації, а також на централізацію і бюрократизацію суспільного мовлення. 
- важливість урізноманітнення медіа, деінституціоналізації і локальності ЗМІ;
- необхідність зворотної ролі комунікатора і реципієнта, горизонтального зв’язку та взаємодії між ними;
- окремі особи і меншини повинні мати можливість доступу до медіа та використовувати їх у своїх потребах;
- на організацію засобів масової інформації не повинні впливати органи політичного або бюрократичного контролю;
- існування ЗМІ має бути виправданим не лише з точки зору медіа-організацій, комунікаторів і рекламодавців, а й реципієнтів.

Соціальні групи, організації і громади повинні мати свої засоби масової інформації, адже часто їхні потреби нехтуються вже існуючими медіа. Зв’язок між різними елементами суспільства занадто важливий, щоб залишати його лише професіоналам, тому потрібно залучати до цього процесу якомога більше верств населення.

### Парадигми нормативних медійних теорій
Фінський професор факультету журналістики і масових комунікацій в м. Томпере Каарле Норденстренг (1997) виділив п'ять парадигм нормативних медійних теорій, які висувають різні положення:
1. Ліберально-плюралістична парадигма, в якій акцент робиться на індивідуальній свободі на основі демократії, але з урахуванням громадських інтересів. Відповідальність перед суспільством досягається через медійний ринок і саморегуляцію при мінімальному впливі державі;
2. Парадигма соціальної справедливості, яка полягає в тому, що в ЗМІ віддається перевага громадським інтересам над особистими. При цьому медіа мають сприяти покращенню життя громадян своєї країни;
3. Критична парадигма, в якій свобода висловлювань проявляється через репресивні і гегемонічні структури з однієї сторони і пригнічені маси – з іншої. ЗМК мають передавати або панівну ідеологію, або звільнитися від цієї залежності, використовуючи такі засоби, які допоможуть уникнути контролю з боку держави та відповідних структур;
4. Адміністративна парадигма, яка носить інформаційно-технократичний ухил. Вона бере початок у ХІХ столітті, представляє журналіста як відстороненого спостерігача, що передає інформацію, вигідну політичній еліті;
5. Парадигма культурних переговорів (cultural negotiation paradigm), в якій наголошується на правах субкультур з їхніми особливостями. Акцент робиться не на новинах, а на культурних компромісах між конфліктуючими цінностями, на міжсуб'єктивному розумінні та реальному відчутті спільності.[12]

## Роль медіа в демократичному суспільстві
У демократичному суспільстві питання про функції ЗМК тісно пов'язане з принципом плюралізму, тобто медіа повинні враховувати політичні, соціальні, культурні та економічні відмінності між групами, відображати їхню соціальну різноманітність. При цьому, наприклад, одна газета зі своєю власною ідеологією та політичною позицією може виконувати одночасно інформативну функцію для однієї групи людей та дезінформативну для іншої. Щоб врахувати політичні погляди і смаки в сфері розваг, повинно бути багато засобів масової інформації, які зможуть функціонувати для багатьох людей і соціальних груп.
Медіа повинні надавати свободу публікацій, бути вільними, але саморегульованими, висловлювати повагу до правової системи, особистості та загальних людських прав, дотримуватися етичних кодексів і правил професійної підготовки. Уряд може втручатися в роботу ЗМК для захисту громадських інтересів. 
Медіа мають залучатися до діяльності демократичного суспільства шляхом:
- Інформування громадськості та викривання порушень морально-етичних принципів та суспільного ладу;
- Незалежної та своєчасної критики суспільства та його інституцій;
- Надання доступу до публічного висловлення своїх позицій різних політичних і громадських діячів;
- Активної участі у формуванні спільної громадянської свідомості.[15]

Однією з найбільш серйозних загроз для ефективності комунікації в суспільстві є вплив на ЗМК органів влади або заможних людей країни. Тоді свідомо перекручуються факти, щоб зміст спілкування відповідав ідеології, яка потрібна певній людині. Чим більш демократичним є суспільство, тим кращим є зв’язок між усіма учасниками комунікації, тим ефективнішою є робота медіа.